# 韦讷西
韦讷西（法語：Vennecy，法語發音：[vɛnsi]）是法国卢瓦雷省的一个市镇，位于该省中部偏西，属于奥尔良区。

## 地理
韦讷西（47°57'14"N, 2°3'19"E）面积10.71 平方千米，位于法国中央-卢瓦尔河谷大区卢瓦雷省，该省份为法国中北部省份，北起埃松省，西北接厄尔-卢瓦省，西南接卢瓦-谢尔省，南至涅夫勒省和谢尔省，东临约讷省，东北接塞纳-马恩省。
与韦讷西接壤的市镇（或旧市镇、城区）包括：比奥讷河畔布瓦尼、卢里、马里尼莱叙萨日、特赖努、马尔迪耶。

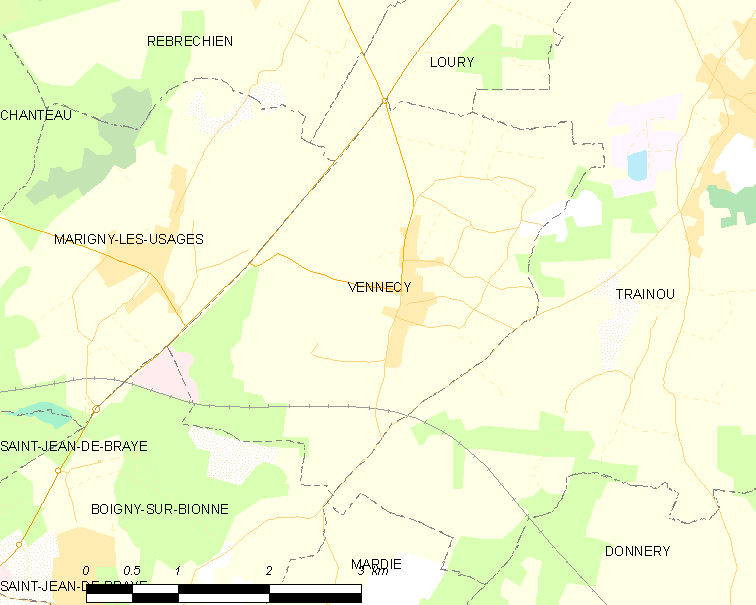
韦讷西的OSM定位图

韦讷西的时区为UTC+01:00、UTC+02:00（夏令时）。

## 行政
韦讷西的邮政编码为45760，INSEE市镇编码为45333。

## 政治
韦讷西所属的省级选区为弗勒里莱索布赖县。

## 人口

1962-2008年间韦讷西人口变化图示

韦讷西于2022年1月1日时的人口数量为2045人。